# Đình So
Đình So là một công trình kiến trúc đã được xếp hạng di tích quốc gia đặc biệt của Việt Nam. Là đình của làng So bao gồm toàn bộ xã Cộng Hòa và xã Tân Hòa (ngoại trừ thôn An Ninh và Thổ Ngoã) huyện Quốc Oai, thành phố Hà Nội, Việt Nam. Đây là một trong những ngôi đình đẹp nhất xứ Đoài, dân gian có câu "Đẹp đình So - To đình Cấn". Đình được xây dựng năm 1673 thờ Tam vị Đại Vương là tướng nhà Đinh có công giúp vua Đinh Tiên Hoàng - Đinh Bộ Lĩnh dẹp loạn 12 sứ quân.
Nằm cách trung tâm Hà Nội khoảng gần 20 km, làng So hay làng Sơn Lộ, xã Cộng Hòa, Quốc Oai nổi tiếng bởi hai "đặc sản": Đình và miến. Tọa lạc bên dòng sông Đáy, đình làng So có kiến trúc vừa hài hòa với cảnh sắc thiên nhiên, vừa mang đầy đủ dáng dấp của ngôi đình cổ Việt Nam nhưng vẫn thể hiện đầy đủ sự tinh xảo, cầu kỳ và tinh hoa nghệ thuật của vùng đất xứ Đoài văn hiến..

## Kiến trúc

Tòa Đại Đình - Đình So ngày hội 8/2 âm lịch năm 2019

Kiến trúc của đình So được các nhà nghiên cứu đánh giá và công nhận là một trong những ngôi đình cổ có kiến trúc mẫu mực nhất. Sơ khai đình là một ngôi miếu nhỏ được xây dựng vào thời nhà Đinh (968-980) thờ tam vị nguyên soái đại vương. Đến năm 1673 thời Lê Trung Hưng (1533-1788), miếu được tu bổ cũng như mở rộng thành đình và công trình hoàn thành vào văn 1674. Đến năm 1953 làng So tách làm hai xã Tân Hòa và Cộng Hòa thì cả hai xã có chung một đình So, đây là điều đặc biệt của di tích này. Quy mô hiện nay của đình là kiến trúc theo kiểu nội công ngoại quốc trên diện tích 1.100m2. Tổng cộng tất cả toà ngang dãy dọc của đình là 55 gian, với 64 cột lớn nhỏ.
Trải qua năm tháng, ngôi đình vẫn giữ được những nét đẹp tinh xảo và cổ kính. Đình nằm gối lên núi Rùa, trước mặt là đê sông Đáy đã được nắn dòng tạo thành hình như một hồ nước hình bán nguyệt. Cổng tam quan có kiến trúc 2 tầng, 3 gian, 4 mái, hai bên là hai lối cửa nhỏ để ra vào. Các họa tiết trang trí và chạm khắc trên nóc tam quan vẫn còn giữ được nguyên vẹn, đẹp và tinh xảo.
Qua cổng tam quan là đến tam môn của đình. Tam môn rộng 54m2, ở bốn góc có đầu đao cong tạo dáng mềm mại. Đình có tất cả bảy gian, 2 chái, 4 mái rộng lợp ngói. Bên trong đình có 32 cột gỗ lim lớn nhỏ xếp thành 6 hàng ngang. Sau điện thờ là "cung" chỉ mở cửa mỗi khi vào dịp lễ hội của đình. Mặt sàn trong đình được làm bằng gỗ lim.
Trong đình hiện còn giữ được 40 đạo sắc phong thần từ năm Hoằng Định 2 (1601) thời nhà Lê đến năm Khải Định 9 (1924) thời nhà Nguyễn, cùng nhiều hoành phi, câu đối cổ. Bởi vậy, năm 1980, đình So đã được Bộ Văn hoá - Thể thao & Du lịch xếp hạng Di tích Quốc gia cần được bảo tồn.

## Tam vị thành hoàng
Thần tích đình So chép rằng: Vào mùa xuân năm Canh Dần (930), có ông Cao Công và bà Lã Thị ở hương Vạn Kỳ, huyện Gia Định, phủ Thuận An, đạo Kinh Bắc nhà vốn rất nghèo, làm nghề đánh cá trên sông. Hai ông bà rất thích làm việc thiện, một việc thiện dù nhỏ cũng làm. Một hôm hai ông bà chài lưới trên sông Như Nguyệt, kéo được 15 dật vàng. Từ đấy hai ông bà làm ăn cứ khấm khá mãi lên nên cuộc sống rất khá giả. Hiềm nỗi hai ông bà đã ngoài 50 tuổi mà vẫn chưa có con trai. Ông vẫn thường nói: Tiền rừng gạo bể mà không có con thì sống không được vui và bàn với bà đi tìm nơi cầu tự. Hai ông bà nghe nói ở đền Hữu Linh, trang Sơn Lộ là nơi linh ứng cầu gì được nấy, bèn cùng nhau sắm sửa lễ vật đến đó cầu tự. Sớm hôm sau ông bà làm lễ tạ rồi xuống thuyền cùng với hai người vạn chài xuôi dòng sông Đáy. Thuyền đang đi, trời bỗng nhiên tối sầm lại như đêm và một trận gió lớn ập đến. Lúc này thuyền chở ông bà đến địa phận trang Sơn Lộ, hai người ngẩng đầu nhìn lên trời thấy có đám mây vàng hướng vào bà mà hạ xuống. Lã thị hoảng sợ, nằm miên man. Sau đó bà có mang. Tháng 2 năm Quý Tỵ (933), bà sinh được 3 người con trai. Ba đứa trẻ lớn lên thành những chàng trai khoẻ mạnh rồi theo Đinh Tiên Hoàng đi dẹp loạn 12 sứ quân. Chiến công lớn được ghi lại của 3 ông là trận chiến với sứ quân Đỗ Cảnh Thạc vùng Đỗ Động. Khi vượt sông Thanh Quyết, các ông đánh thành Thường Vệ, vây thành Bảo Đà, đánh thành Quèn (xã Liêm Tuyết, Quốc Oai) rồi đóng đồn doanh ở Sơn Lộ Trang. Khi Đinh Bộ Lĩnh bị vây hãm ở Bối Khê, tình thế vô cùng nguy cấp, lập tức ba ông mang quân đi giải vây. Dân trang Sơn Lộ mang bún bánh ủng hộ, lại chọn 300 tráng đinh đi theo các ông làm thần tử. Vào trận, ba anh em tả xung hữu đột chém được chánh tướng Đỗ Thanh Long và hàng vạn sĩ tốt, giải thoát cho Đinh Bộ Lĩnh. Đinh Tiên Hoàng lên ngôi bèn sắc phong 3 ông là Tam vị Thông Hiện Nguyên soái Đại Vương. Trải qua các triều đại, Tam Thánh đều được sắc phong mỹ tự và cho trang Sơn Lộ đời đời thờ phụng.
Có một truyền thuyết khác về 3 vị Thành hoàng làng với tên gọi Hiện Hồ, Thiên Gia, Mệnh Gia có công giúp vua Đinh Tiên Hoàng dẹp loạn 12 sứ quân. Theo truyền thuyết dân gian 3 ngài là con thủy thần ngày 8 tháng 2 âm lịch đầu thai sống cùng người phàm. Các ngài rất giỏi việc sông nước lại tinh thông võ nghệ vua Đinh trọng dụng giao cho nhiều trọng trách. Tướng quân Hiện Hồ được phong làm Chỉ huy sứ, Tướng Thiên Gia được phong làm Đô úy, Mệnh Gia tướng quân được phong làm Hiệu úy cầm quân dẹp loạn, nhiều lần có công cứu giá. Khi giặc tan, dân thái bình, 3 ngài cùng lâm bệnh và hóa về trời vào ngày mùng 10 tháng 12 âm lịch. Vua Đinh Tiên Hoàng vô cùng thương xót phong cho Hiện Hồ là "Đống Linh Thông hiệu Nguyên Súy Đại Vương", Thiên Gia và Mệnh Gia phong làm "Nguyên Súy Đại Vương".

## Lễ hội đình So
Đình làng So một năm có 3 lễ lớn, lễ hội từ mùng 8 tháng 2 âm lịch, lễ khao quân mùng 10 tháng 7 âm lịch, lễ Thánh hóa mùng 10 tháng 12 âm lịch. Hội làng So diễn ra trong 3 ngày từ mùng 8 tháng 2 đến mùng 10 tháng 2 âm lịch với nhiều hoạt động tế lễ, rước kiệu, bịt mắt bắt dê, hát, thể thao ...
Làng So có lá cờ thần rộng tới 24 mét vuông, cứ mỗi khi cờ bay trên nền trời xanh in bóng mặt hồ nước lung linh cùng với tiếng trống sấm vang lên là làng đang có hội. Lễ hội đình So, làng So được diễn ra vào ngày hai dịp mùa xuân và mùa thu.
Hội mùa xuân, là lễ hội mừng ngày Thánh sinh nhằm ngày 8 tháng 2. Ngày này dân làng tổ chức rước bài vị từ Miếu Ông và Miếu Bà, là song thân của các Thánh về đình để chung hưởng sự thành kính của dân làng
Hội mùa thu, lễ hội đình So nhằm ngày 10 tháng 7 để kỷ niệm ngày Thánh giải vây, thắng trận, tế cáo thiên địa và khao thưởng quân sĩ. Lễ mừng khao quân là một lễ vui vẻ trong dân. Ngày này, sẽ dâng tế vật là một con trâu. Làng có 28 giáp, mỗi năm, có một giáp phải lo việc sắm sửa lễ vật. Như vậy, nếu năm nay giáp này chuẩn bị tế vật thì phải 28 năm sau nữa thì mới lại đến lượt sắm lễ. Con trâu phải được thui khéo, da vàng xộm, quỳ trên cái giá gỗ, mõm hếch lên, còn sừng thì lấy giấy đỏ cuốn vào. Nội tạng của con trâu đã được lấy ra, làm sạch, nên con trâu tế được dân làng gọi là trâu trong. Cảnh tượng hiến tế trâu trong thật long trọng tôn nghiêm. Sau khi tế xong, đồng dân cùng hưởng lộc, rồi chiều và tối thì tập trung nghe hát ở đình hoặc các miếu quán trong làng. Đào kép cũng có khi vừa hát xong ở miếu này lại xách đàn sang miếu khác.
Ngày thánh hoá là ngày 10 tháng Chạp. Ngày nay là lễ cúng chay. Công việc chuẩn bị cho lễ cúng chay được tiến hành từ trước đó cả tháng trời. Những người chuẩn bị cho lễ chay bao giờ cũng là đám con trai khoảng 18, 19 tuổi. Họ phải tắm rửa sạch sẽ rồi mới đến tập trung ở nhà ai đó để chọn gạo làm bánh.